# Miasteczko Śląskie
Miasteczko Śląskie è una città polacca del distretto di Tarnowskie Góry nel voivodato della Slesia.
Ricopre una superficie di 68,3 km² e nel 2004 contava 7 600 abitanti.